# Линейно-квадратичное гауссовское управление
Линейно-квадратичное гауссовское управление (англ. Linear quadratic Gaussian control, LQG control) — набор методов и математического аппарата теории управления для синтеза систем управления с отрицательной обратной связью для линейных систем с аддитивным гауссовским шумом. Синтез проводится путём минимизации заданного квадратичного функционала.

## Обзор
Линейно-квадратичное гауссовское (ЛКГ) управление относится к современным методам управления. Методология синтеза контроллера позволяет отнести системы управления, построенные на таком принципе, к оптимальным системам, в которых оптимизация проводится по некоторому заданному квадратичному критерию качества. Также эта теория принимает в расчёт присутствие возмущений в виде гауссова белого шума. Однако несмотря на то, что синтез ЛКГ-контроллеров предусматривает систематическую процедуру расчёта для оптимизации качества системы, главным его недостатком является то, что в рассмотрение не принимается робастность системы. Поэтому ЛКГ-синтез проводится только для систем, имеющих надёжную и точную линейную динамическую модель. Для повышения робастности системы управления применяют более сложные алгоритмы, такие как минимаксный ЛКГ синтез, или комбинированный ЛКГ/H∞ синтез. ЛКГ контроллеры могут использоваться как для дискретных, так и для непрерывных систем.

## ЛКГ-синтез
В процессе ЛКГ-синтеза получается оптимальный регулятор {\displaystyle F(s)} для некоторого объекта управления {\displaystyle G(s)}.
Представим модель системы в пространстве состояний:
{\displaystyle {\dot {\mathbf {x} }}(t)=A\mathbf {x} (t)+B\mathbf {u} (t)+\mathbf {\xi } (t)}
{\displaystyle \mathbf {y} (t)=C\mathbf {x} (t)+D\mathbf {u} (t)+\mathbf {\theta } (t)},
где
{\displaystyle x(\cdot )} — вектор состояния, элементы которого называются состояниями системы,
{\displaystyle y(\cdot )} — вектор выхода,
{\displaystyle u(\cdot )} — вектор управления,
{\displaystyle \xi (\cdot )} — возмущения, действующие на объект управления,
{\displaystyle \theta (\cdot )} — шум измерения (датчики, АЦП и т. п.),
{\displaystyle A} — матрица системы,
{\displaystyle B} — матрица управления,
{\displaystyle C} — матрица выхода,
{\displaystyle D} — матрица прямой связи.
Шум объекта управления и шум измерения считаются белыми с гауссовым распределением.
Тогда задача синтеза ЛКГ-регулятора будет заключаться в минимизации некоторого функционала качества, который задаётся в виде:
{\displaystyle {\mathcal {J}}=\lim _{t\to \infty }E\int \limits _{0}^{t}\left[x^{T}(t)Rx(t)+u^{T}(t)Qu(t)\right]\,dt}
Матрицы {\displaystyle R} и {\displaystyle Q} представляют собой параметры функционала качества и являются положительно-определёнными матрицами.
Описанная выше методология подходит также для синтеза ЛКГ-оптимальных регуляторов и для дискретных систем. Функционал качества в этом случае задаётся соотношением:
{\displaystyle {\mathcal {J}}=E\sum _{k=0}^{\infty }\left[x^{T}(k)Rx(k)+u^{T}(k)Qu(k)\right]}
Функционал качества минимизируется стандартными методами теории оптимального управления. Получившийся в результате регулятор будет ЛКГ-оптимальным регулятором.